# Unipol Arena
Unipol Arena (previamente conhecida como PalaMalaguti e Futurshow Station) é uma arena multiúso situada em Casalecchio di Reno, Bolonha, Itália. Comporta 11,000 assentos, expansível para 20,000 para concertos.